# Microtus agrestis
Microtus agrestis là một loài động vật có vú trong họ Cricetidae, bộ Gặm nhấm. Loài này được Linnaeus mô tả năm 1761.

## Hình ảnh

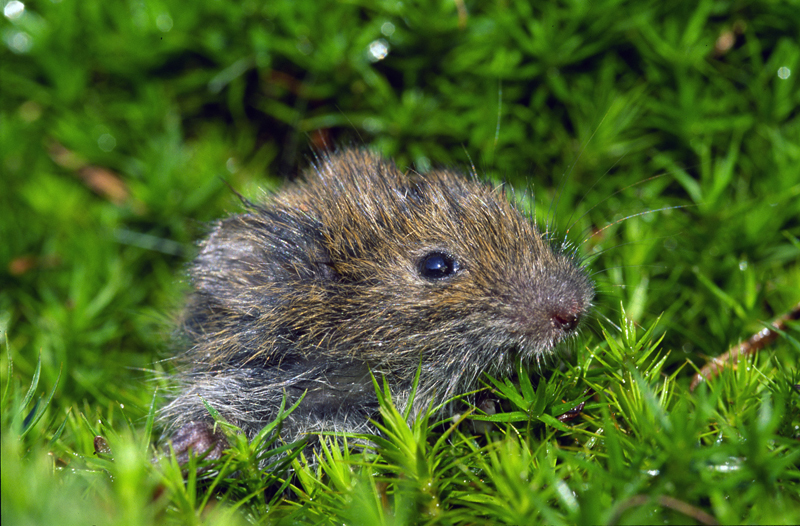
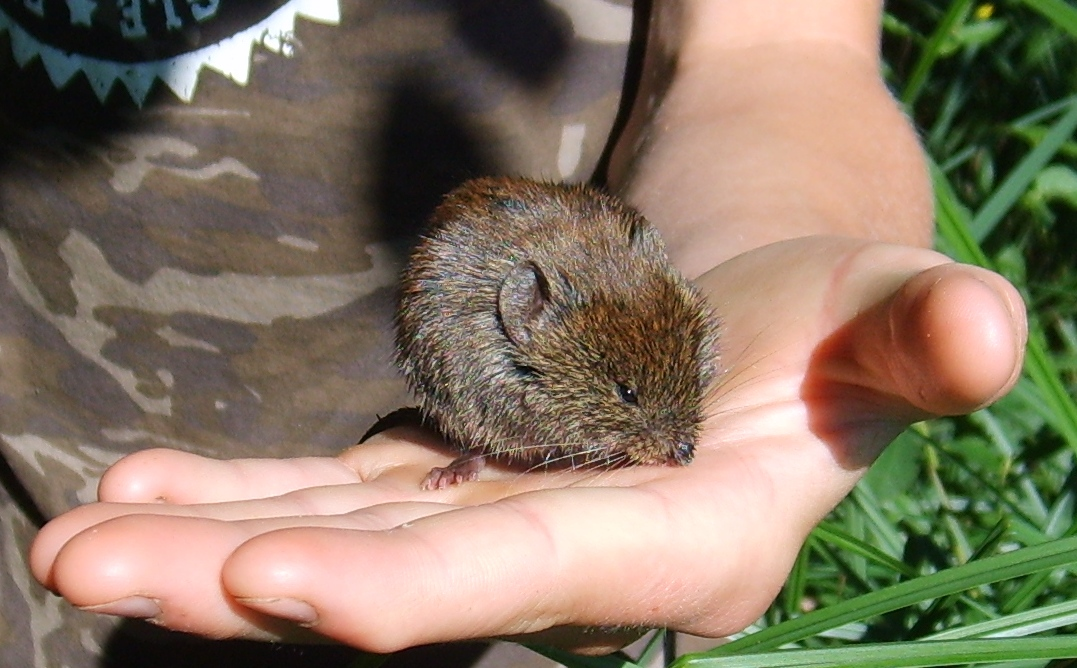
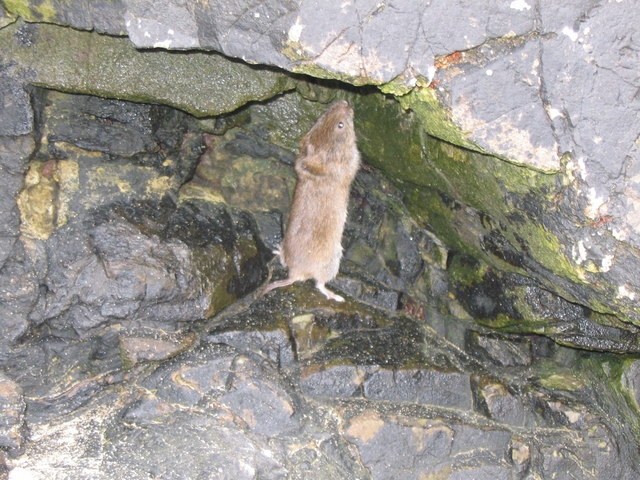
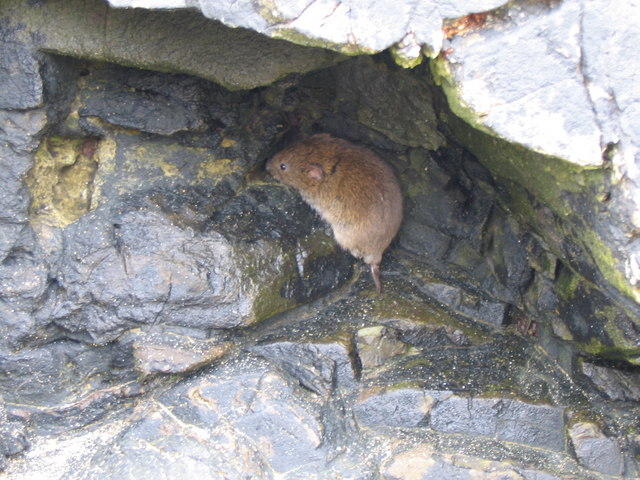